# Гней Эгнаций
Гней Эгна́ций (лат. Gnaeus Egnatius; умер после 143 года до н. э.) — римский государственный и политический деятель из плебейского рода Эгнациев, проконсул Македонии около 143 года до н. э. Его именем названа дорога, проложенная через Балканы.

## Биография
Гней Эгнаций происходил из неименитого плебейского рода и принадлежал к Стеллатинской трибе. Известно, что его родной отец носил преномен «Гай». 
Впервые Гней Эгнаций упоминается в источниках в одном совместном документе, который датируется периодом между 175 и 160 годом до н. э.; в сохранившемся фрагменте текста его имя стоит перед сенаторами Титом Ауфидием, сыном Марка, и Гаем Семпронием, сыном Луция. 
До 146 года до н. э. Эгнаций занимал должность претора, после чего стал проконсулом недавно созданной провинции Македония, заменив Квинта Цецилия Метелла (впоследствии — Македонского), который только что закончил наведение порядка в области.
Во время своего пребывания на посту проконсула Македонии Эгнаций начал строительство одноимённой дороги, которое было начато в 146 году до н. э., а завершено только к 120 году до н. э. Более о нём ничего неизвестно.